# Chelus
Chelus är ett släkte av sköldpaddor. Chelus ingår i familjen ormhalssköldpaddor.
Arter enligt The Reptile Database:
- Chelus orinocensis
- Matamata

Fram till 2020 trodde man att Matamata var den enda arten, men genetisk analys visade att de i lokalen Orinocofloden var en egen art.